# Chris Barker (Musiker)

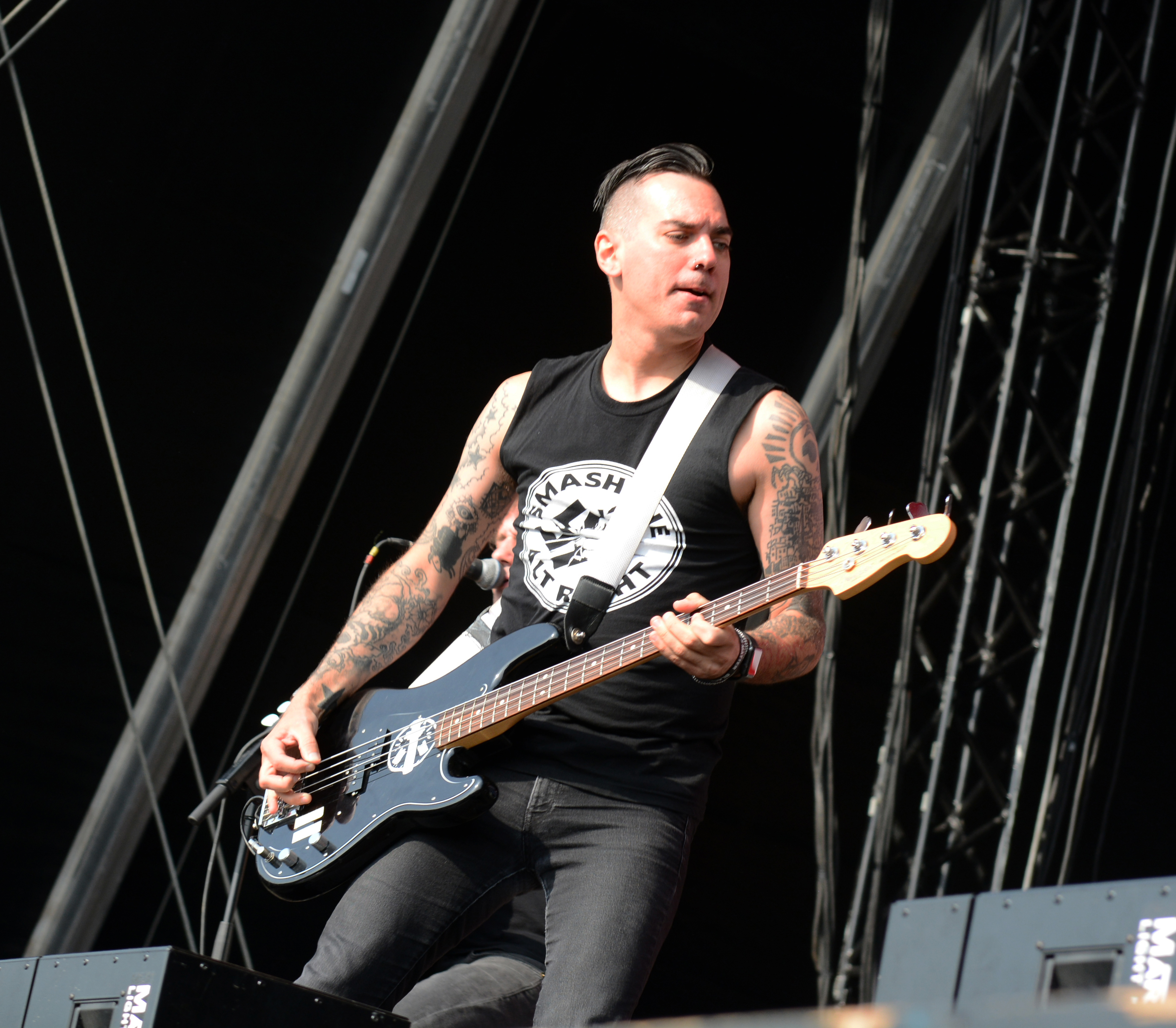
Bassist und Sänger Chris #2

Christopher Lee Barker (* 13. Mai 1980), besser bekannt als Chris #2, war der Bassist, Sänger und Songwriter der Politpunk-Band Anti-Flag. Den Beinamen #2 besitzt er, weil er nach Chris Head der zweite „Chris“ in Anti-Flag ist.

## Biografie
Chris war der Älteste einer amerikanischen Familie der Arbeiter-Klasse aus Pittsburgh. Schon früh interessierte er sich für politische Themen wie Marxismus, Tierrechte oder den Anarchismus. Außerdem wurde er bereits mit 14 Jahren Veganer. Schon länger in der Punk- und Hardcoreszene Pittsburghs tätig, wurde er mit 16 Jahren großer Fan der Punk-Band Anti-Flag. Drei Jahre später, nach dem Rauswurf deren Bassisten Andy Flag, beschloss Chris, sich für den leerstehenden Posten zu bewerben.

## Anti-Flag
Anfänglich fungierte er noch als Rhythmus-Gitarrist (Chris Head spielte Bass), jedoch wurde er kurze Zeit später zum Bassisten umfunktioniert. Das Instrument musste er komplett neu erlernen. Mit 19 Jahren spielte er das Album A New Kind of Army, welches schon vorher mit Andy Flag aufgenommen wurde, ein. Zwei Jahre später kam das neue Anti-Flag Album Underground Network heraus, bei welchem Chris #2 (bis 2001 noch als #2 Chris bezeichnet) erstmals aktiv am Songwriting beteiligt war.
Es folgten die Alben Mobilize (2002), The Terror State (2003) und For Blood And Empire (2006).
2007, ein Jahr nach dem Erscheinen ihres bis dahin kommerziell erfolgreichsten Albums For Blood And Empire, gab die Band den Tod von Chris’ Schwester bekannt. Kurz darauf kam die EP A Benefit For Victims Of Violent Crime heraus, dessen Erlös an das Center For Victims Of Violence And Crime in Pittsburgh ging.

## Whatever It Takes
Ende 2003 startete Chris #2 das Projekt Whatever It Takes. Die Punk-Band veröffentlichte im selben Jahr das Album A Fistful Of Revolution bei dem Label A-F Records. 2006 löste er die Band offiziell wieder auf, um sich seiner Hauptband Anti-Flag zu widmen.

## White Wives
White Wives ist eine im Sommer 2010 von Chris #2 und Roger Harvey gegründete Punk-Rock-Band aus Pittsburgh, Pennsylvania.

## Equipment
Sowohl im Studio als auch bei Live-Auftritten benutzt Chris #2 einen Fender Precision-Bass und einen Ampeg SVT-Verstärker. Kurzzeitig spielte er auch einen ESP-LTD Vintage Bass mit PJ-Tonabnehmerbestückung. Auf seiner Bassgitarre befindet sich der Schriftzug THIS MACHINE KILLS FASCISTS (in Anlehnung an Woody Guthrie).